# Estupro na legislação brasileira
De acordo com o Código Penal Brasileiro em seu artigo 213 (na redação dada pela Lei nº 12.015, de 2009), estupro é: "constranger alguém, mediante violência ou grave ameaça, a ter conjunção carnal ou a praticar ou permitir que com ele se pratique outro ato libidinoso". 
O estupro é considerado um dos crimes mais violentos, sendo considerado um crime hediondo. O crime pode ser praticado mediante violência real (uso de força física direcionada à vítima ou alguém próximo dela ) com a Lei nº 12.015, de 2009 removeu-se a questão da violência presumida, substituindo essa presunção pelos delitos do artigo 217- A que tipificam o Estupro de Vulnerável (quando praticado contra menores de 14 anos, alienados mentais ou contra pessoas que não puderem oferecer resistência).
O delito também pode ocorrer através de grave ameaça, que se caracteriza pela promessa da realização de mal grave e futuro à vítima ou alguém que seja próximo dela. O tipo penal não exige que a consequência posta na ameaça seja injusta, por exemplo exigir favores sexuais em troca de não delatar alguém que cometeu um crime para a polícia; esse caso ainda seria visto como estupro.
A conjunção carnal se refere especificamente à penetração do pênis na vagina, enquanto o espectro dos atos libidinosos é bem abrangente, referindo-se a todos aqueles que se destinam à satisfação do instinto sexual de maneira análoga ao coito. Esse conceito pode abarcar inclusive o beijo lascivo. 

## Jurisprudência
Segundo entendimento do Superior Tribunal de Justiça, no julgamento de recurso ordinário em habeas corpus (RHC 93906/PA) que teve o Ministro Ribeiro Dantas como relator, afirma ele em sua decisão:
“O beijo lascivo ingressa no rol dos atos libidinosos e, se obtido mediante violência ou grave ameaça, importa na configuração do crime de estupro. Evidentemente, não são lascivos os beijos rápidos lançados na face ou mesmo nos lábios, sendo preciso haver beijos prolongados e invasivos, com resistência da pessoa beijada, ou então dos beijos eróticos lançados em partes impudicas do corpo da vítima. Por conseguinte, verificar-se-á estupro mediante violência caso a conduta do beijo invasivo busque a satisfação da lascívia, desde que haja intuito de subjugar, humilhar, submeter a vítima à força do agente, consciente de sua superioridade física”
Atualmente a pena no Brasil é de 6 a 10 anos de reclusão para o criminoso  no caso de estupro simples, aquele disposto no caput, podendo, porém, aumentar quando qualificado; se há lesão corporal grave da vítima passa para 8 a 12 anos, o mesmo ocorre se a vítima possui entre 14 a 18 anos de idade; e para 12 a 30 anos, se a conduta resulta em morte.
O uso de arma, possivelmente pelo princípio da consunção ficará absorvido, sendo o agente punido apenas pelo estupro ou atentado violento ao pudor, mas isto ocorrerá desde que não sejam as condutas autônomas e independentes entre si.

## Histórico
A compreensão da evolução jurídica ao longo da história é de suma importância, entre outros motivos, para entender por onde passamos e onde queremos chegar. O direito penal sexual brasileiro não destoa dessa premissa, sendo fundamental traçar sua evolução no transcorrer do tempo, a fim de melhor compreender sua situação no tempo presente. 
No decorrer da história do nosso país, desde a chegada dos portugueses até os dias atuais, tivemos a vigência de três códigos penais. O primeiro data do período imperial do Brasil; o segundo é da época da República Velha; e o último - embora tenha passado por muitas alterações - remete à década de 1940 (LUTHOLD, 2013). 
O Código Penal do Império (1830), em seu Capítulo II, Parte III, dispunha sobre os crimes contra a segurança da honra. Nesse trecho havia a referência às punições contra os crimes de estupro – com a ressalva de que cometido contra a vítima mulher virgem ou honesta, ou com idade inferior a 17 anos - e rapto. Em outras palavras, a conduta só era tipificada quando fossem respeitadas algumas características subjetivas da vítima. 
Desses aspectos morais podemos extrair duas consequências graves. A primeira delas é que não havia o estupro conjugal, ou seja, mulheres casadas não podiam ser enquadradas como vítimas em caso de estupro cometido pelo marido. Além disso, havia o conceito de mulher “não honesta”, que abria uma enorme margem de interpretação que, muitas vezes, negava o direito às mulheres por mera objeção moral. Esse conceito, cabe ressaltar, é impregnado com viés patriarcal e sexista (GRECO; RASSI, 2010). 
O Código Penal de 1890, por sua vez, abordava os crimes contra a segurança da honra e da honestidade das famílias, no seu Título VIII. Havia, ali, a tipificação de condutas como o lenocídio (favorecimento da prostituição e da exploração sexual), o adultério (infidelidade conjugal) e o estupro. Esse código praticamente manteve inalterado o raciocínio moral que o seu predecessor utilizava para identificar as vítimas - excluindo os direitos de determinadas mulheres. 
Por último temos o Código Penal de 1940 que, antes de sofrer diversas alterações importantíssimas, versava sobre os crimes contra os “costumes”. Não deixou de se orientar pela lógica da moralidade, adquirindo a tutela dos costumes morais como elemento orientador. Caso a conduta tivesse como vítima uma mulher não reconhecida como digna de proteção, não haveria crime. Isso porque a referida conduta não era identificada como moralmente reprovável, visto que a vítima - seja por conta da sua liberdade sexual ou pela sua condição social - não possuía, teoricamente, um direito a priori que pudesse ser violado. 
Entretanto, esse código teve algumas modificações importantes no que tange aos crimes sexuais, trazidas pela nº Lei 11.106/2005. Entre outros objetivos, a referida lei pretendeu afastar a discriminação de gênero (não mais limitando a vítima à mulher), coibir a exploração sexual infantil e eliminar alguns dispositivos ultrapassados. Essa legislação retirou os artigos que faziam menção a crimes como: o rapto de mulher honesta e o rapto consensual; a sedução da mulher virgem; a multa pelo tráfico internacional de pessoas; e o adultério. Eliminou, também, as causas extintivas de punibilidade e atenuantes como motivo de casamento (GRECO; RASSI, 2010). Em outras palavras, buscou afastar uma parcela do patriarcalismo moral representado 
por algumas tipificações. 
Outros dispositivos também impuseram alterações ao Código Penal. A Lei nº 8.069/1990, o Estatuto da Criança e do Adolescente, trouxe penalizações à utilização de jovens para finalidades pornográficas e de exploração sexual. A Lei nº 11.829/08, por sua vez, seguiu a mesma premissa para tornar mais rígida a punição para essas condutas e criminalizou, também, a aquisição e a posse desses materiais. 
Por fim, a Lei nº 12.015/2009 foi causadora de uma reforma significativa no Código vigente, objetivando tornar o tratamento penal aos crimes “contra os costumes” mais moderno. Dentre as alterações promovidas, temos a fusão do dispositivo do estupro com o dispositivo de atentado violento ao pudor - admitindo a violência sexual contra qualquer pessoa -, a retirada das condições de “virgem” e “honesta” atribuídas à vítima - minimizando os impactos morais - e a admissão da existência de práticas libidinosas de igual ou maior gravidade que a conjunção 
carnal. 
Antes de 2009, a lei definia estupro como "constranger mulher à conjunção carnal, mediante violência ou grave ameaça". Assim, se deixava implícito que apenas a mulher poderia ser a vítima desse crime, e somente o homem poderia ser o agente ativo.
Com a Lei 12.015/2009, o artigo 213 do Código Penal foi alterado, substituindo a expressão "mulher" por "alguém". Logo, o homem também pode ser vítima de estupro. A  alteração também coloca a mulher como possível autora do crime, deixando de ser um crime "bi-próprio", em que é necessário uma condição especial para o sujeito ativo (homem como criminoso) e passivo (mulher como vítima) para um crime "comum", em que homens e mulheres podem ser sujeitos ativos e passivos.
Em alguns trechos, o termo "violência" foi substituído por "conduta", visando ampliar a atuação da lei. Também foram removidos por completo os termos "mulher honesta" e "virgem".
Outra mudança importante foi a fusão entre os crimes tipificados nos artigos 213 e 214 do Código Penal. O segundo configurava o atentado violento ao pudor, cuja redação era “Constranger alguém, mediante violência ou grave ameaça, a praticar ou permitir que com ele se pratique ato libidinoso diverso da conjunção carnal”. Com a mudança legislativa de 2009, esse delito passou a ser considerado estupro, independente da inocorrência de conjunção carnal, enquadrando-se então no artigo 213 e resultando na revogação formal do artigo 214.
Atualmente, o bem jurídico tutelado pelo estado no caso do estupro é a dignidade e liberdade sexual, a autonomia do indivíduo de poder escolher com quem e quando se relaciona sexualmente com outra pessoa. Essa concepção moderna afastou algumas controvérsias antigas, como a possibilidade de uma prostituta ser vítima de estupro, ou se existe a possibilidade de uma mulher casada ser estuprada pelo próprio marido. Ambas situações tornaram-se claramente válidas e plausíveis se enxergadas pela perspectiva da liberdade sexual e inviolabilidade do corpo. Com efeito, ninguém é obrigado a se relacionar sexualmente com ninguém, mesmo se consentiu previamente ou se estão em um relacionamento.

## Teorias e perspectivas jurídicas
Mantendo parte da perspectiva histórica, podemos afirmar que em Roma a ideia de bem jurídico não existia. Contudo, existiam grupos relacionados à esfera sexual, onde três deles tinham grande destaque: injurie atroces, pecado nefando e a categoria da bigamia e adultério.
A injurie atroces representa a própria violação da liberdade sexual. O pecado nefando, por sua vez, está relacionado à moralidade sexual ou ao conceito da sociedade acerca das limitações nas relações sexuais entre os indivíduos. Por fim, encontrava-se a categoria que protegia a ordem familiar, que incluía condutas como a bigamia e o adultério. Tais bens rescindiram com o advento da modernidade, sobejando um verniz subjetivo à esfera sexual.
O ponto principal - e o paradigma inicial das teses tradicionais - é que o direito penal não pode deixar de ter como saber os valores ético-sociais. Estes valores exigem a proteção penal e estão em constante movimento, pois, conforme uma determinada sociedade amadurece, seus valores éticos sociais se transformam.
Na concepção tradicional, a liberdade sexual é pautada em temas como pudor, moral, honestidade e costumes. Nesta vertente, destacam-se autores como Vannini e Bettiol que acreditam que a moral sexual é o elemento de sustentação e defesa do correto, sendo ela a reguladora dos costumes. Ressaltam-se também os penalistas que definem a honra sexual como um bem jurídico e a conceituam como “opinião que a generalidade da população professa 
acerca dos requisitos que qualificam uma pessoa como moralmente incensurável, sob o aspecto sexual” (SILVEIRA, 2008, p. 156).
Outras diversas teses importantes para o direito penal sexual foram desenvolvidas na Alemanha. Binding destaca que é necessário compreender três aspectos básicos relacionados a honra sexual: a regulamentação da vida sexual dentro de limites do Direito e do costume; a missão de impedir a sua utilização como instrumento de luxúria alheia e excitação; e a satisfação dos impulsos sexuais que podem ofender a honra sexual alheia (SILVEIRA, 2008, p. 156).
O projeto alemão oficial de 1962 aduz que não se pode admitir que condutas que a consciência moral geral considera reprováveis sejam ignoradas pelo direito penal. No entanto, esse posicionamento só foi realmente evidenciado com a chegada do Projeto Alternativo.
Assim, as teses contemporâneas surgem quando o direito penal começa a se adaptar às mudanças dos costumes. É nessa vertente que as discussões acerca do bem jurídico a ser tutelado pelo direito penal sexual tomam maiores proporções e os questionamentos acerca da liberdade e autodeterminação sexual ganham força.
O criminólogo e escritor do tratado de direito penal, Franz Von List, afirma que o bem jurídico a ser tutelado pelo direito penal sexual é a liberdade e o sentimento moral. Roxin, entretanto, acredita que existem três bens jurídicos a serem tutelados pelo direito penal sexual: a inexperiência e a falta de capacidade de resistência em jovens, enfermos e pessoas em relação de dependência, como hipossuficientes; a moralidade; e a decência pública (SILVEIRA, 2008, p. 162).
Natscheradetz, por sua vez, aduz que a liberdade sexual possui duas conceituações. Um sentido positivo que a entende como “a livre disposição do sexo e do próprio corpo para fins sexuais”, e a outra em sentido passivo que a entende como o “aspecto defensivo de tal liberdade, no direito de não sofrer qualquer espécie de intromissão física ou moral dirigida para a realização de atos sexuais”. (SILVEIRA, 2008, p. 168).
Em suma, o que se consegue identificar é que a liberdade sexual é um bem jurídico de extrema relevância, que nos dias atuais é visto como um bem relacionado à liberdade individual. Como é comum às entrâncias e ramificações doutrinárias, aqui também ocorrem recriações de axiomas básicos, a fim de justapor ideias aparentemente opostas.

## Reinterpretação do Direito Penal Sexual
Diversos princípios gerais penalistas podem ser reinventados a fim de serem aplicados ao Direito Penal sexual. Destacam-se três princípios de suma importância para a sua (re)interpretação: a intervenção mínima, o in dubio pro libertate e a tolerância.
Princípio da intervenção mínima
Tal princípio alude ao direito penal como uma espécie de último recurso a ser utilizado. No assunto aqui discutido, não poderia ser diferente. O Direito Penal firma-se como a ultima ratio ou última fronteira da política social, devendo conceder às outras áreas de controle a possibilidade de resolução dos problemas sociais. 
Só deve haver sua intervenção quando os bens jurídicos mais importantes estiverem em questão, visto que ele é o disciplinador das condutas dos indivíduos. 
In dubio pro libertate
É uma expressão em latim que em sentido literal significa “na dúvida, a favor da liberdade”. Klug é um dos primeiros a considerar a aplicação desse princípio na esfera sexual. O autor menciona que existem casos excepcionais e gritantes, aos quais não restam dúvidas acerca da aplicabilidade do direito. Sendo a liberdade individual definida como um bem jurídico imprescindível, esse princípio é de suma importância nos casos com maior influência da moral ou religiosa, pois ele é uma proteção à liberdade individual da vítima. (SILVEIRA, 2008, p. 180) 
Princípio da Tolerância
Visto que a influência de fatores morais não é mais admitida, o direito penal sexual deve pautar-se por uma tolerância daquele que irá construir a legislação penal.
A lei penal sexual deve ter como uma de suas bases as limitações daquela determinada sociedade e cabe ao legislador aplicá-las com tolerância. Para um melhor entendimento dessa questão, Silveira exemplifica: pessoas adultas e dotadas de suas capacidades, podem se autodeterminar por ações reprovadas por alguns membros da sociedade. Assim, cabe ao legislador ponderar até que ponto a lei pode regular condutas livres entre adultos livres. (SILVEIRA, 2008, p. 183). 

## O bem jurídico tutelado e o não consentimento
Com a mais nova atualização do Código Penal brasileiro, dada em 2009, o bem jurídico protegido pelo código passa a ser a dignidade sexual. Sendo assim, o Código começa finalmente a entrar em sintonia com a Constituição Federal de 1988.
A carta magna legisla sobre a dignidade da pessoa humana (art. 1º, III, CF), estabelecendo que toda pessoa tem direito à liberdade e ao respeito pela sua vida sexual, como também deve respeitar as opções sexuais alheias. É primoroso ressaltar que é o Estado que detém o dever de assegurar esse direito (MAGGIO, 2013).
O Código Penal considera penalmente relevante a relação sexual não consentida. Ainda estabelece o crime de estupro como ato de “constranger alguém, mediante violência ou grave ameaça, a ter conjunção carnal ou a praticar ou permitir que com ele se pratique outro ato libinoso” (art. 213 do CP).
O Código também passa a estabelecer que o crime pode ser cometido contra qualquer pessoa. Isto é, o que antes era um crime que se referia apenas a violência sexual contra mulheres, agora considera também o homem como agente protegido pelo código. Maggio afirma: “São quatro os elementos que integram o delito: (1) constrangimento decorrente da violência física (vis corporalis) ou da grave ameaça (vis compulsiva); (2) dirigido a qualquer pessoa, seja do sexo feminino ou masculino; (3) para ter conjunção carnal; (4) ou, ainda, para fazer com que a vítima pratique ou permita que com ela se pratique qualquer ato libidinoso. O estupro, consumado ou tentado, em qualquer de suas figuras (simples ou qualificadas), é crime hediondo (Lei 8.072/90, art. 1º, V)” (MAGGIO, 2013).
Desta forma, a liberdade sexual é o bem jurídico protegido pelo código, tratando da liberdade sobre o próprio corpo. ou seja, o parceiro sexual deve ser uma escolha, devendo acontecer de forma consensual e tendo como objeto material, por consequência, a pessoa constrangida.

## Aspectos relevantes a respeito do crime de estupro
Em 2020 o Superior Tribunal de Justiça apresentou em sua jurisprudência teses sobre os crimes contra a dignidade sexual. A “Advocacia Criminal em Pílulas" aponta 35 delas, dentre as quais podemos destacar 7: “[...] 2) Em delitos sexuais, comumente praticados às ocultas, a palavra da vítima possui especial relevância, desde que esteja em consonância com as demais provas acostadas aos autos; [...] 9) O estado de sono, que diminui a capacidade da vítima de oferecer resistência, caracteriza a vulnerabilidade prevista no art. 217-A, § 1º, do Código Penal - CP. [...] 11) O beijo lascivo integra o rol de atos libidinosos e configura o crime de estupro se obtido mediante emprego de força física do agressor contra vítima maior de 14 anos. [...] 22) No estupro de vulnerável, a tenra idade da vítima pode ser utilizada como circunstância judicial do art. 59 do CP e, portanto, incidir sobre a pena-base do réu. [...] 28) Com o advento da Lei n. 12.015/2009, o crime de corrupção sexual de maiores de 14 e menores de 18 anos, previsto na redação anterior do art. 218 do CP, deixou de ser tipificado, ensejando abolitio criminis. [...] 30) A conduta daquele que pratica conjunção carnal ou outro ato libidinoso com menor de 18 anos e maior de 14 anos em situação de prostituição ou de exploração sexual somente foi tipificada com a entrada em vigor da Lei n. 12.015/2009, que incluiu o art. 218-B, § 2º, I, no CP, não podendo a lei retroagir para incriminar atos praticados antes de sua entrada em vigor. 31) O segredo de justiça previsto no art. 234-B do Código Penal abrange o autor e a vítima de crimes sexuais, devendo constar da autuação apenas as iniciais de seus nomes” (FIGUEIREDO, 2021). 
Ainda em 2020 houve 60.926 casos de estupro no Brasil. Dentre eles, 73,7% foram estupros de vulnerável, o que apresenta uma preocupação ainda maior diante do cenário pandêmico. Isso ocorre devido ao fato de que em 85,2% dos casos o autor é um conhecido da vítima (DELAS, 2021). Em um estado de calamidade pública e quarentena, as vítimas passam a ficar mais expostas ao perigo, considerando que passam mais tempo isoladas com seus agressores. 
Vale ressaltar, inclusive, que no mês de abril (primeiro mês de quarentena no país) foi o mês em que houve menos denúncias de estupros no ano. Isso não significa que os casos tenham diminuído, visto que os serviços públicos demoraram para se adequarem e a garantirem o retorno do acesso ao atendimento virtual - o que tornou difícil a denúncia. 

## Impunidade
Apesar das leis, muitas vezes os estupradores saem impunes no Brasil, e a vítima sofre tanto na hora do crime quanto durante o processo criminal. Há muitos casos de policiais que menosprezam a denúncia da vítima e processos que não são investigados, principalmente se quem sofreu o crime estava se vestindo com roupas mais curtas; ou se o crime ocorreu há muito anos, o que torna difícil investigar e provar o ocorrido. É preciso levar em conta que, além do abuso físico, existe também um abuso psicológico e moral.
Mesmo com a criação de mecanismos que visam impedir a discriminação de gênero, como as delegacias da mulher, muitas vezes as pessoas envolvidas não estão treinadas e a mulher abusada sofre tanto quanto se fosse fazer o boletim de ocorrência em uma delegacia convencional.

## O impacto do costume na legislação penal sobre estupro no Brasil
A legislação penal brasileira sempre sofreu muita influência da força dos costumes como amparo para criar a figura dos crimes. Isso porque tinha-se, tradicionalmente, a ideia de que o Direito Penal não poderia dissociar-se em sua base dos valores ético-sociais predominantes na sociedade, de tal modo que, por muito tempo, os bens jurídicos protegidos eram justificados em prol da moral, da família e dos bons costumes.
Até 2005, antes da promulgação da Lei nº 11.106, havia termos como “mulher honesta” e “mulher virgem” na legislação penal, bem como atenuantes nas circunstâncias de violências que fossem cometidas “para fim de casamento”. 
Adicionalmente, existiam infrações inseridas sob a categoria protetiva do âmbito familiar, como o adultério e a bigamia, então tipificadas no Código Penal, além de agravantes para a hipótese de o infrator ser casado no caso do estupro. Nesta última hipótese, o foco de proteção da sanção penal não era estritamente a vítima, mas sim a violação à família e à moral.
Essa realidade de influência dos costumes na tipificação criminal é muito tangível no que diz respeito ao crime de estupro, tendo em vista, sobretudo, que até a promulgação da Lei nº 12.015/09, o Título VI do Código Penal, que tratava sobre o aludido crime, se denominava “Dos Crimes Contra Os Costumes”, passando, a partir de então, a ser chamado de “Dos Crimes Contra A Dignidade Sexual”. 
É imporante mencionar que esta alteração fez com que, pela primeira vez, o legislador se preocupasse com a liberdade sexual de todo e qualquer indivíduo, fazendo com que qualquer pessoa pudesse se enquadrar tanto no pólo ativo quanto passivo nos crimes sexuais, diferentemente das previsões do código penal anteriores que anteviam apenas a possibilidade de um homem no polo ativo e uma mulher no polo passivo.
Na mesma linha, por volta da década de 50 e 60, mulheres casadas não poderiam ser vítimas de estupro por parte de seus maridos ou namorados. A liberdade sexual dentro do matrimônio caracterizava-se como restrita, uma vez que manter relações sexuais com os cônjuges se externava perante a sociedade como um dever matrimonial.
Diante da prevalência de tal situação até o fim dos anos 60, as mulheres só ganharam um notório grau de independência com a promulgação do “Estatuto da Mulher Casada”, cuja mudança substancial influenciou também a Constituição Federal de 1988, responsável por consagrar em seu art. 226, §5, a igualdade de direito e deveres entre homens e mulheres.
As alterações supracitadas demonstram a significativa mudança do bem jurídico a ser protegido no caso de violência sexual em um momento contemporâneo da história, ampliando a tipificação do crime para estupros cometidos contra mulheres casadas, prostitutas, homens, etc.
Além disso, é importante destacar que o patriarcado, sistema que coloca os homens em posições de poder, atua como um forte influente na aplicação da lei e, consequentemente, também influencia na cultura do estupro existente no país, visto que se estes ocupam posições como juízes, advogados e outros cargos determinantes no sistema criminal de maneira majoritária, acabam por reproduzir o pensamento machista predominante entre eles, naturalizando-o. 
Essa estrutura de pensamento atinge a sociedade como um todo, fazendo com que muitas mulheres até mesmo deixem de prestar queixa sobre crimes relacionados à dignidade sexual, tanto pelo medo do agressor, quanto pela sensação de impunidade. Isso pode ser visto inclusive nos dias atuais, a partir de dados estatísticos revelados por uma pesquisa do Datafolha a pedido do FBSP, o qual indica que 52% das mulheres que sofreram agressão no ano de 2018 não denunciaram seu agressor.
Na mesma linha, a cultura do estupro mencionada anteriormente diz respeito ao fato de existirem condutas morais, estabelecidas predominantemente por homens, as quais as mulheres estão instruídas a seguir, reforçando a ideia de culpabilização da vítima, seja pela roupa que está vestindo ou pela maneira pela qual está se comportando. 
Essa percepção pode ser comprovada a partir do relatório Tolerância social à violência contra às mulheres, divulgado em 2014 pelo IPEA, o qual expôs que 58% das pessoas entrevistadas concordam com a afirmação de que “se as mulheres soubessem se comportar haveria menos estupros” e 54,9% concordam com a afirmação de que “tem mulher que é pra casar, tem mulher que é pra cama”, o que revela a forte cultura do estupro presente no Brasil.
Em suma, denota-se que durante muito tempo a legislação penal brasileira incluiu em seus dispositivos elementos machistas e misóginos, herança de percepções tradicionais que tinham como bens jurídicos a serem protegidos a moralidade familiar e a decência pública. 
Em que pese os avanços legislativos que contribuíram com um grau maior de proteção à dignidade humana das vítimas de crimes sexuais, ainda há um longo caminho a ser percorrido a fim de superar reflexos dos costumes na sociedade, enraizados sob a ótica estrutural do machismo no Brasil.

## Atendimento às vítimas de violência sexual
A Lei 12.845/2013 obriga os hospitais do Sistema Único de Saúde a prestar atendimento emergencial às vítimas de violência sexual, incluindo o diagnóstico e tratamento de lesões e a realização de exames para detectar gravidez e doenças sexualmente transmissíveis.
A recomendação à vítima é que, após o ocorrido, seja feito o contato com as autoridades policiais, para que possa ser registrado um boletim de ocorrência. Também é importante que se busque atendimento médico, a fim de realizar o exame de corpo delito para que possam ser obtidas provas do crime, assim como receber medicamentos anti-retrovirais e a pílula do dia seguinte, é indicado que não se tome banho antes de se dirigir ao local, visto que podem ser removidos indícios do ocorrido.
No Brasil, em termos de atendimento e apoio às mulheres, se tem a Casa da mulher brasileira, a Delegacia da mulher, núcleos de atendimento à mulher dentro de delegacias comuns, defensorias públicas e especializadas nas questões relacionadas à mulher e promotorias especializadas, a possibilidade da criação de juizados especializados, além de organizações independentes que buscam fornecer uma rede de apoio a vítimas de violência doméstica ou sexual.

## A (des)valorização da palavra da vítima
O Jornal da USP traz a fala da doutora em Antropologia Social e professora do Departamento de Antropologia da Faculdade de Filosofia, Letras e Ciencias Humanas (FFLCH) da USP, Ana Lúcia Pastore Schritzmeyer sobre a importância de valorizar a palavra da vítima nos crimes de estupro: “É muito difícil que uma mulher exponha sua intimidade, corpo e privacidade só para aparecer” (SCHRITZMEYER, 2020). Ela ainda destaca: “O crime de estupro é um daqueles que têm a maior distância entre os casos que efetivamente ocorrem e os casos que chegam a julgamento. A maioria dos casos sequer chega à notificação policial” (SCHRITZMEYER, 2020).
Ou seja, as vítimas dificilmente têm a coragem de denunciar, pois o julgamento moral trazido pela sociedade é tão assustador quanto a violência sofrida. Então, a desvalorização da palavra de uma vítima desmotiva centenas de outras a denunciar. O STJ também destaca sobre a palavra da vitíma em crimes de estupro: "A palavra da vítima, em crimes de conotação sexual, constitui relevante elemento probatório, mormente quando se mostra coerente com o restante da prova produzida e, em razão da pouca idade da ofendida, está respaldada por avaliações e laudos psicológicos, médicos e psiquiátricos. Precedentes do STJ" (STJ, Min. Napoleão Nunes Maia Filho). 
Entretanto, existe uma linha tênue entre esse entendimento e a realidade fática, apesar da palavra da vítima ser considerada elemento probatório nesse tipo de crime. A maior parte dos casos acontece em lugares em que somente a vítima e seu agressor estavam, sem câmeras ou testemunhas. Com isso, resta a palavra da vítima contra a palavra do acusado. 
O Brasil ainda é um país demasiado machista e retroativo com as mulheres. Antes mesmo de verificar as provas, circunstâncias e depoimentos, é posto a “dignidade” da vítima em questão. Como se não bastasse, dependendo do quanto a sua honra é questionada neste momento, a palavra da vítima é descartada.

## Gravidez resultante do estupro
Segundo o artigo 128 do Código Penal, posto pelo Decreto Lei 2848/40, não se pune o aborto da gravidez oriunda de estupro, contanto que tenha sido realizado por médico e com consentimento da gestante ou do responsável legal no caso de incapaz.

## Lei Maria da Penha
A Lei Maria da Penha (Lei nº 11.340 de 2006), elaborada para a proteção da mulher contra a violência doméstica e familiar, também compreende a violência sexual, no terceiro item de seu artigo sétimo, que descreve os possíveis tipos de violência no contexto familiar ou doméstico, consta:
III - a violência sexual, entendida como qualquer conduta que a constranja a presenciar, a manter ou a participar de relação sexual não desejada, mediante intimidação, ameaça, coação ou uso da força; que a induza a comercializar ou a utilizar, de qualquer modo, a sua sexualidade, que a impeça de usar qualquer método contraceptivo ou que a force ao matrimônio, à gravidez, ao aborto ou à prostituição, mediante coação, chantagem, suborno ou manipulação; ou que limite ou anule o exercício de seus direitos sexuais e reprodutivos;

Embora a lei seja fraseada reforçando os laços familiares ou domésticos, já houve decisão do TJDFT determinando sua incidência no caso do estupro de uma empregada doméstica cometido pelo seu patrão. Também independe da idade da vítima, como decidido pelo STJ em caso de estupro de vulnerável, supostamente cometido por um pai contra sua própria filha de quatro anos.